# Пирумов, Владимир Семёнович
Владимир Семёнович Пирумов (Пирумян) (1926—2014) — советский и российский военный деятель (контр-адмирал, 1975) и учёный (доктор военных наук, 1975; профессор, 1988).

## Биография
Родился 1 февраля 1926 года в Караклисе Армянской ССР в семье выходца из Нагорного Карабаха. По национальности армянин.

### Образование
В 1941—1943 годах учился в Бакинской военно-морской спецшколе № 7. В 1944 году окончил Бакинское подготовительное военно-морское училище и был зачислен в Каспийское высшее военно-морское училище, которое окончил в 1948 году по специальности «офицер корабельной службы». Продолжил заочное обучение в 1948—1949 годах на историческом факультете Ленинградского государственного университета.
В 1955 году окончил ВОЛСОК по специальности «rомандир надводного корабля». В 1960—1963 годах обучался в Военно-морской академии по специальности «rомандно-штабная, оперативно-тактическая работа ВМФ». В 1964 году досрочно окончил адъюнктуру при Военно-морской академии по специальности «тактика надводных кораблей ВМФ» и защитил кандидатскую диссертацию. В 1964—1965 годах прослушал курс «Исследование операций и теория игр».
В 1974 году окончил Высшие академические курсы руководящего состава по радиоэлектронной борьбе при Военной академии Генерального штаба Вооружённых Сил СССР имени К. Е. Ворошилова.

### Деятельность
С 1948 по 1960 годы служил на Балтийском флоте в командном составе кораблей — крейсера «Чкалов», эскадренных миноносцев «Сметливый», «Серьезный» и «Степенный».
В 1963—1974 годах преподавал на кафедре радиоэлектронной борьбы военно-морского флота, а в 1974—1975 годах походил службу в Главном штабе ВМФ СССР начальником управления РЭБ ВМФ.
В 1993—1997 годах был председателем Научного совета при Совете Безопасности Российской Федерации. С 1993 года — председателем секции геополитики и безопасности Российской академии естественных наук.
Умер 11 февраля 2014 года. Был женат, жена — Инна Владимировна; дочери — Татьяна и Ольга.

## Награды
- Награждён орденами Красной Звезды и «За службу Родине в Вооружённых Силах СССР» 3 степени, а также многими медалями, в числе которых медали РАЕН — серебряная медаль им. П. Л. Капицы (1995), золотая медаль им. П. Л. Капицы (1996), золотая медаль им. Петра I (1996) и почётный знак РАЕН «За заслуги в развитии науки и экономики» (1997).
- Лауреат Государственной премии РФ (1997).
- Заслуженный деятель науки и техники РСФСР (1990).